# Real Club Celta de Vigo C
El Real Club Celta de Vigo "C" - Gran Peña, anteriorment Gran Peña Fútbol Club és un club de futbol gallec amb seu a la parròquia de Lavadores, Vigo, a la comunitat autònoma de Galícia. Fundat l'any 1926 actualment juga a Tercera Federació, i celebra els partits a casa al Municipal de Barreiro, amb una capacitat de 4.500 places.

## Història
L'any 2021 el club va signar un acord amb el Celta de Vigo, convertint el Gran Peña en el 2n equip de reserva del Celta, sota el nom de Celta C - Gran Peña.

### Evolució del nom del club
- Gran Peña Football Club (1926-1941)
- Club Gran Peña (1941-1971)
- Club Gran Peña Celtista (1971-1988)
- Gran Peña Fútbol Club (1988-2021)
- Real Club Celta C-Gran Peña (2021-)

## Temporada a temporada
- Com a club independent

| Temporada | Nivell | Divisió | Lloc | Copa del Rei |
| --------- | ------ | ------- | ---- | ------------ |
| 1944–45   | 4      | Serie A | 3r   |              |
| 1945–46   | 4      | Serie A | 5è   |              |
| 1946–47   | 4      | Serie A | 7è   |              |
| 1947–48   | 4      | Serie A | 3r   |              |
| 1948–49   | 4      | Serie A | 10è  |              |
| 1949–50   | 4      | Serie A | 8è   |              |
| 1950–51   | 4      | Serie A | 3r   |              |
| 1951–52   | 4      | Serie A | 4t   |              |
| 1952–53   | 4      | Serie A | 5è   |              |
| 1953–54   | 4      | Serie A | 7è   |              |
| 1954–55   | 4      | Serie A | 2n   |              |
| 1955–56   | 4      | Serie A | 1r   |              |
| 1956–57   | 3      | 3a      | 9è   |              |
| 1957–58   | 3      | 3a      | 3r   |              |
| 1958–59   | 3      | 3a      | 6è   |              |
| 1959–60   | 3      | 3a      | 9è   |              |
| 1960–61   | 3      | 3a      | 10è  |              |
| 1961–62   | 3      | 3a      | 13è  |              |
| 1962–63   | 3      | 3a      | 11è  |              |
| 1963–64   | 3      | 3a      | 13è  |              |

| Temporada | Nivell | Divisió | Lloc | Copa del Rei |
| --------- | ------ | ------- | ---- | ------------ |
| 1964–65   | 3      | 3a      | 5è   |              |
| 1965–66   | 3      | 3a      | 14è  |              |
| 1966–67   | 3      | 3a      | 8è   |              |
| 1967–68   | 3      | 3a      | 5è   |              |
| 1968–69   | 3      | 3a      | 10è  |              |
| 1969–70   | 3      | 3a      | 13è  |              |
| 1970–71   | 4      | Serie A | 3r   |              |
| 1971–72   | 4      | Serie A | 1r   |              |
| 1972–73   | 3      | 3a      | 17è  |              |
| 1973–74   | 4      | Serie A | 1r   |              |
| 1974–75   | 3      | 3a      | 17è  |              |
| 1975–76   | 4      | Serie A | 2n   |              |
| 1976–77   | 3      | 3a      | 19è  |              |
| 1977–78   | 4      | 3a      | 5è   |              |
| 1978–79   | 4      | 3a      | 5è   |              |
| 1979–80   | 4      | 3a      | 18è  |              |
| 1980–81   | 4      | 3a      | 3r   |              |
| 1981–82   | 4      | 3a      | 5è   |              |
| 1982–83   | 4      | 3a      | 5è   |              |
| 1983–84   | 4      | 3a      | 5è   |              |

| Temporada | Nivell | Divisió    | Lloc | Copa del Rei |
| --------- | ------ | ---------- | ---- | ------------ |
| 1984–85   | 4      | 3a         | 7è   |              |
| 1985–86   | 4      | 3a         | 4t   |              |
| 1986–87   | 4      | 3a         | 8è   |              |
| 1987–88   | 4      | 3a         | 11è  |              |
| 1988–89   | 4      | 3a         | 8è   |              |
| 1989–90   | 4      | 3a         | 7è   |              |
| 1990–91   | 4      | 3a         | 9è   |              |
| 1991–92   | 4      | 3a         | 12è  |              |
| 1992–93   | 4      | 3a         | 19è  |              |
| 1993–94   | 5      | Reg. Pref. | 2n   |              |
| 1994–95   | 4      | 3a         | 15è  |              |
| 1995–96   | 4      | 3a         | 14è  |              |
| 1996–97   | 4      | 3a         | 7è   |              |
| 1997–98   | 4      | 3a         | 11è  |              |
| 1998–99   | 4      | 3a         | 18è  |              |
| 1999–2000 | 5      | Reg. Pref. | 19è  |              |
| 2000–01   | 6      | 1a Reg.    | 1r   |              |
| 2001–02   | 5      | Reg. Pref. | 6è   |              |
| 2002–03   | 5      | Reg. Pref. | 10è  |              |

| Temporada | Nivell | Divisió    | Lloc | Copa del Rei |
| --------- | ------ | ---------- | ---- | ------------ |
| 2003–04   | 5      | Reg. Pref. | 6è   |              |
| 2004–05   | 5      | Reg. Pref. | 7è   |              |
| 2005–06   | 5      | Reg. Pref. | 8è   |              |
| 2006–07   | 5      | Pref. Aut. | 3r   |              |
| 2007–08   | 5      | Pref. Aut. | 1r   |              |
| 2008–09   | 4      | 3a         | 20è  |              |
| 2009–10   | 5      | Pref. Aut. | 12è  |              |
| 2010–11   | 5      | Pref. Aut. | 10è  |              |
| 2011–12   | 5      | Pref. Aut. | 16è  |              |
| 2012–13   | 6      | 1a Aut.    | 6è   |              |
| 2013–14   | 6      | 1a Aut.    | 11è  |              |
| 2014–15   | 6      | 1a Aut.    | 11è  |              |
| 2015–16   | 6      | 1a Aut.    | 7è   |              |
| 2016–17   | 6      | 1a Gal.    | 9è   |              |
| 2017–18   | 6      | 1a Gal.    | 6è   |              |
| 2018–19   | 6      | 1a Gal.    | 6è   |              |
| 2019–20   | 5      | Pref.      | 18è  |              |
| 2020–21   | 5      | Pref.      | 1r   |              |

- Com a segon equip de reserva del RC Celta de Vigo

| Temporada | Nivell | Divisió | Lloc |
| --------- | ------ | ------- | ---- |
| 2021–22   | 6      | Pref.   | 1r   |
| 2022–23   | 5      | 3a Fed. | 10è  |
| 2023–24   | 5      | 3a Fed. | 2n   |
| 2024–25   | 5      | 3a Fed. |      |

- 39 temporades a Tercera Divisió
- 3 temporades a Tercera Federació

## Jugadors famosos
- Javier Falagán
- Nacho (juvenil)
- Borja Oubiña (juvenil)
- Roberto Lago (juvenil)